# Baccio Bandinelli

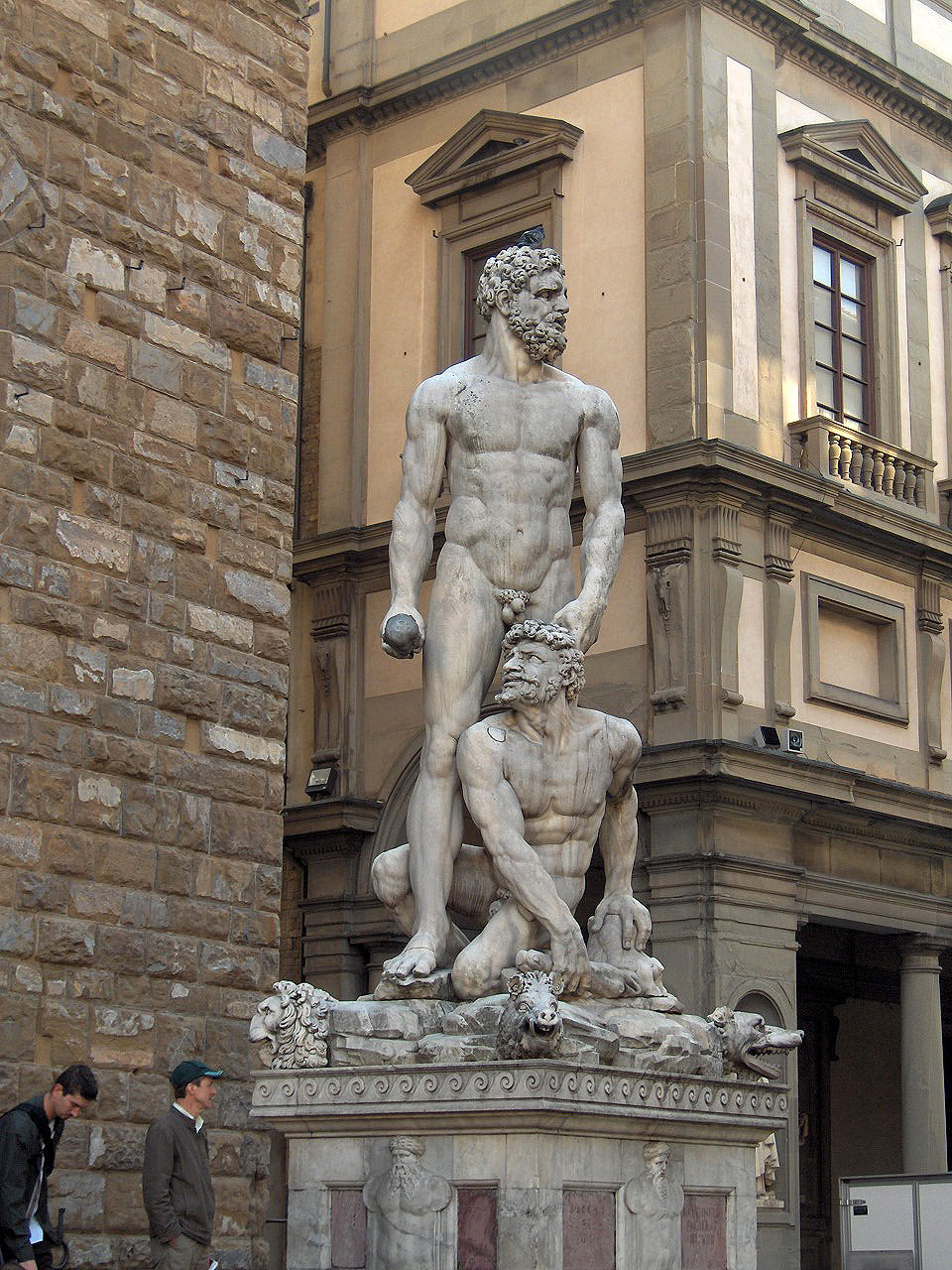
Hércules y Caco, en la Piazza della Signoria, Florencia.

Bartolommeo (o Baccio) Bandinelli (Florencia, 12 de noviembre de 1493-Ibíd., 7 de febrero de 1560) fue un escultor y pintor florentino del manierismo.

## Vida
Hijo de un orfebre eminente, de quien aprendió los primeros rudimentos de dibujo, mostró una precoz inclinación hacia las bellas artes y fue puesto bajo la tutela de Francesco Rustici, escultor amigo de Leonardo da Vinci con quien hizo rápidos progresos. 
La motivación predominante en su vida parecen haber sido los celos que le causaban otros artistas, como Benvenuto Cellini y Miguel Ángel. Parecía seguro de sus cualidades, y era famoso por su arrogancia, pero a la vez recelaba de sus colegas y tuvo encontronazos con ellos. Se dice que por envidia troceó el cartón de Miguel Ángel para La batalla de Cascina con la excusa de reproducirlo en unas decoraciones efímeras para la ciudad.
Su estilo es muy cuestionado por sus figuras de formas pesadas, que intentan ser imponentes y expresivas pero resultan torpes, con muecas teatrales.
Fundó una academia en Roma (1531) y otra en Florencia (ca. 1550)

## Grupo escultórico deHércules y Caco
La comparación entre los estilos y la calidad entre Miguel Ángel y Bandinelli (cuya rivalidad artística era famosa) fue posible de manera directa cuando se instaló el colosal de mármol de Hércules y Caco (5,05 metros) de Bandinelli en la Piazza della Signoria, cerca del David de Miguel Ángel.
El grupo Hércules y Caco fue un encargo del Papa Clemente VII, de la familia Médici. Bandinelli, al contrario que Miguel Ángel (que tenía ideas republicanas), respaldó siempre a la dinastía Médici. Este apoyo le permitió acaparar encargos mientras dicha familia gobernó Florencia, pero igualmente le acarreó críticas porque los Médici eran impopulares y tiránicos.
Para su obra maestra, Bandinelli enseñó al Papa diversos modelos hechos en cera. En 1527, cuando Bandinelli había tallado la escultura en mármol de Carrara hasta el abdomen de Hércules, el Papa fue tomado prisionero en Roma y en Florencia, enemigos de los Médici expulsaron a Hipólito de Médici de la ciudad. Bandinelli, como partidario de los Médici, tuvo que exiliarse. Tres años después, en 1530, las tropas del emperador Carlos V tomaron Florencia tras un largo asedio, el Papa Clemente VII colocó a su hijo ilegítimo Alejandro de Médici como duque y Bandinelli pudo regresar y continuar con su trabajo en la estatua. 
Finalmente, en 1534 terminó la obra que fue transportada a la Piazza della Signoria y colocada en su pedestal de mármol, cerca del David de Miguel Ángel, que se había propuesto superar. Pero fue ridiculizada desde el primer momento; Cellini comparó el grupo a «un saco lleno de melones» por su musculatura exagerada. Sería restaurada entre febrero y abril de 1994.
Después de tales críticas, Bandinelli intentó sabotear la carrera de Cellini y perjudicar también al joven Giambologna.

## Otras obras
- Busto de Cosme I de Médici
- Baco (Palacio Pitti, Florencia)
- Relieves del coro de la catedral de Florencia (museo de la catedral)
- Copia de Laocoonte y sus hijos (en los Uffizi)
- Venus, estatua en bronce regalada por el artista a Carlos V; antes atribuida a Bartolommeo Ammanati (Madrid, Museo del Prado)
- Pietà (en la iglesia de Santa Annunziata en Florencia)
- Orfeo (en el Palacio Medici).
- Cristo y Nicodemo en su propia tumba.
- en Roma hizo los diseños para los monumentos de León X y Clemente VII.
- Autorretrato de cuerpo entero, pintura al óleo. Museo Isabella Stewart Gardner, Boston